# Хайдучек, Павел
Павел Хайдучек (пол. Paweł Hajduczek; 17 мая 1982, Ястшембе-Здруй, Польша) — польский футболист, полузащитник.

## Биография
В «Таврии» с февраля 2008 года, последний клуб греческий «Олимпиакос» (Волос). В январе 2010 года Хайдучек продлил свой контракт с «Таврией» на один год.
Летом 2010 года перешёл в запорожский «Металлург». В команде получил 7 номер. В составе команды дебютировал в чемпионате Украины 9 июля 2010 года в выездном матче против киевского «Арсенала» (1:0). Хайдучек не смог играть во второй части сезона, так как он получил травму мениска. По итогам сезона 2010/11 «Металлург» занял последнее 16 место и вылетел в Первую лигу Украины. В том сезоне Павел провёл 13 матчей в чемпионате и 3 матча в Кубке.
Летом 2011 года побывал на просмотре в кишиневской «Дачии».

## Достижения
- Серебряный призёр юношеского (до 16 лет) первенства Европы
- Обладатель Кубка Украины (1): 2009/10